# Louredo (Vieira do Minho)
Louredo é uma povoação portuguesa sede da Freguesia de Louredo do Município de Vieira do Minho, freguesia com 7,45 km² de área e 394 habitantes (censo de 2021), tendo, por isso, uma densidade populacional de 52,9 hab./km².

## Geografia
O aglomerado está implantado no sopé da serra da Cabreira, ocupando uma encosta verde, banhado pelo rio Cávado onde este conflui com a albufeira da Caniçada, e mesmo em frente à serra do Gerês.

## Demografia
Nota: o total de população registada em 1900 não parece consequente com os resultados de censos próximos mas está resgistado oficialmente.
A população registada nos censos foi:
| Distribuição da População por Grupos Etários | Distribuição da População por Grupos Etários | Distribuição da População por Grupos Etários | Distribuição da População por Grupos Etários | Distribuição da População por Grupos Etários |
| -------------------------------------------- | -------------------------------------------- | -------------------------------------------- | -------------------------------------------- | -------------------------------------------- |
| Ano                                          | 0-14 Anos                                    | 15-24 Anos                                   | 25-64 Anos                                   | > 65 Anos                                    |
| 2001                                         | 63                                           | 85                                           | 235                                          | 96                                           |
| 2011                                         | 59                                           | 40                                           | 220                                          | 117                                          |
| 2021                                         | 46                                           | 22                                           | 182                                          | 144                                          |

## Património
- Capela da Senhora da Guia
- Capela de São Pedro
- Igreja Matriz de Louredo
- Alminhas do Sudro

## Gastronomia
Os pratos típicos de Louredo são a vitela barrosã, cabrito das terras altas do Minho e queijo da serra da Cabreira, para além do bife à moda da casa e a vitela assada.